# Orbea (género)
Orbea es un género con cerca de 92 especies de la familia Apocynaceae. Originario de África y Arabia. Se distribuyen por Namibia, Sudáfrica, Zimbabue, Arabia Saudita, Omán y Yemen.

## Descripción
Es una planta con tallos suculentos. Las flores que se producen en la base son cinco lobuladas de color amarillo pálido con puntos púrpura-marrón, formando estrella. Hay variaciones de color en las diferentes especies.
Es una formación maciza de tallos suculentos, de 5-15 cm de alto, profusamente ramificados, con el látex incoloro [color amarillento en O. lutea (N.E.Br.) Bruyns;  rizomas ausentes o presentes en [O. miscella (N.E.Br.) Meve, O. rangeana (Dinter & Berger) L.C.Leach, O. subterranea (E.A.Bruce & P.R.O.Bally) Bruyns];  raíces fibrosas. Brotes suculentos de color verde, o  verde-azulado, a menudo maculada de color verde oscuro o púrpura, cilíndrico, cónico o en forma de maza [O. prognatha (P.R.O.Bally) L.C.Leach], de 1-25 cm de largo, 10-30 mm de ancho, cuadrangular, con ángulos redondeados, glabros.  Hojas caducas, reducidas a escamas, sésiles, de propagación horizontal; triangular deltadas, con el ápice agudo; estípulas glandulares, ovadas o globosas.
Las inflorescencias son extra-axilares, con 1-30 flores, simples,  pedunculadas, subsésiles o sésiles, glabras; raquis persistente; brácteas caducas, lanceoladas. Las flores son fragantes, con olor como a excrementos, por lo general son nectaríferas.

## Taxonomía
El género fue descrito por Adrian Hardy Haworth y publicado en Synopsis plantarum succulentarum ... 37. 1812.

## Especies seleccionadas
- Orbea abayensis
- Orbea albacastanea
- Orbea anguinea
- Orbea araysiana
- Orbea baldatii